# Apamea hercyniae
Apamea hercyniae är en fjärilsart som beskrevs av Otto Staudinger 1871. Apamea hercyniae ingår i släktet Apamea och familjen nattflyn. Inga underarter finns listade i Catalogue of Life.